# Jacob K. Javits

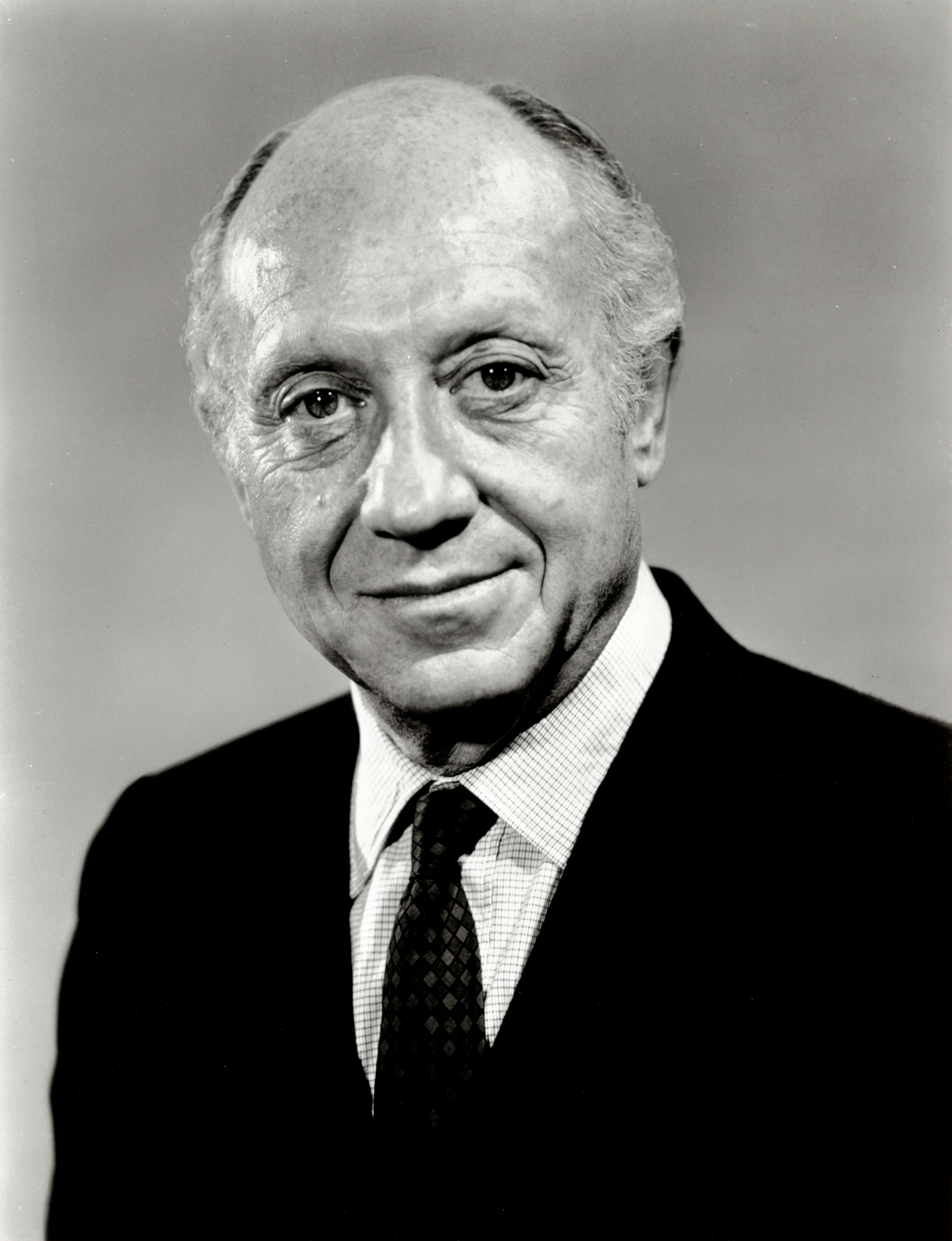
Jacob K. Javits

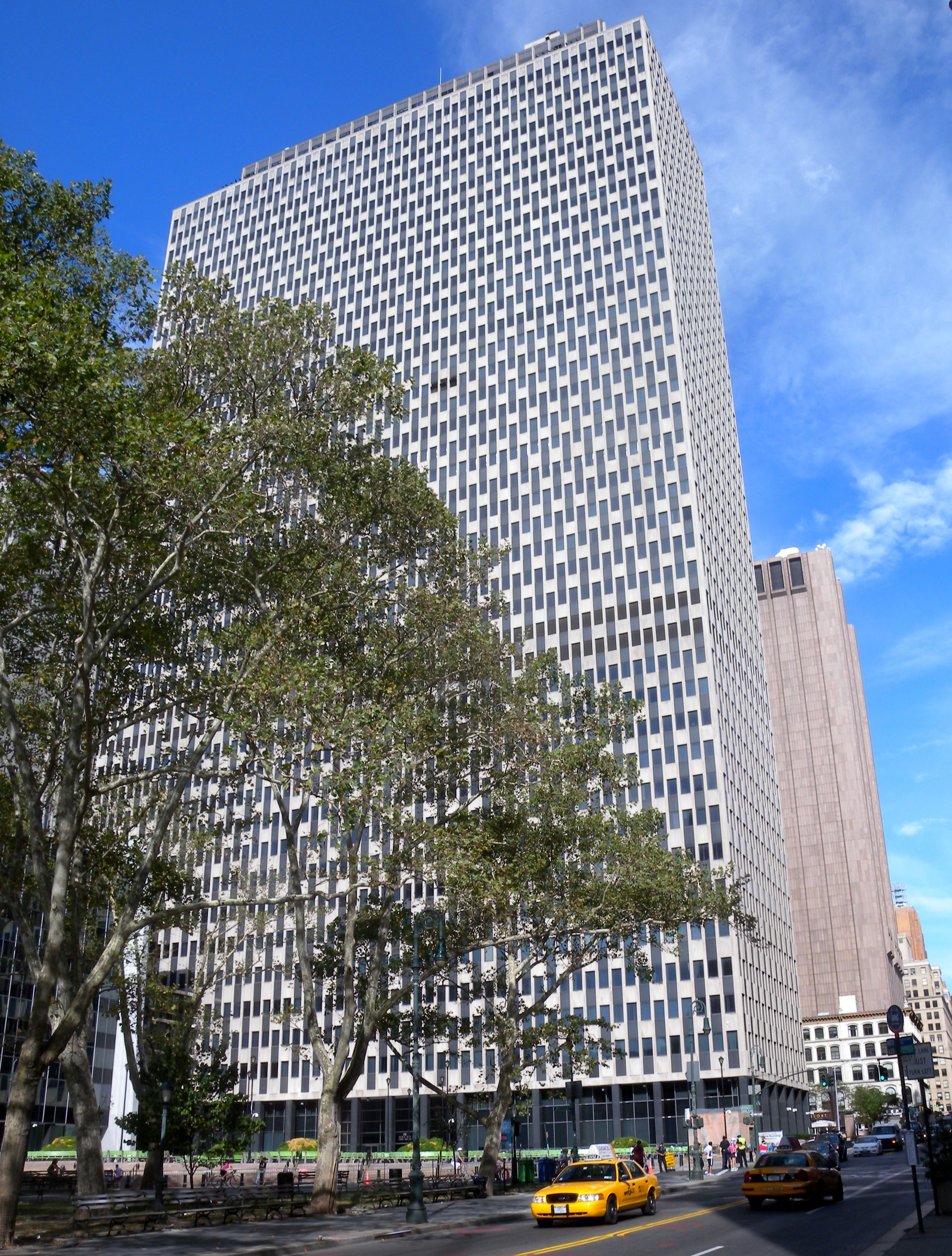
Jacob K. Javits Federal Building

Jacob Koppel Javits (* 18. Mai 1904 in New York City; † 7. März 1986 in West Palm Beach, Florida) war ein US-amerikanischer Politiker. Zwischen 1947 und 1954 vertrat er den Bundesstaat New York im US-Repräsentantenhaus sowie zwischen 1957 und 1981 im US-Senat.

## Werdegang
Jacob Javits besuchte öffentliche Schulen. Danach war er als Geschäftsreisender tätig. Er besuchte den Abendunterricht an der Columbia University. 1926 machte er seinen Abschluss an der Law School der New York University. Nach dem Erhalt seiner Zulassung als Anwalt 1927 begann er in New York City zu praktizieren. Er war Lektor und Autor von Artikeln über politische und wirtschaftliche Probleme. Während des Zweiten Weltkrieges diente er zwischen 1941 und 1944 im Chemical Warfare Service der US Army und nahm sowohl an den Kriegshandlungen auf dem europäischen als auch auf dem pazifischen Kriegsschauplatz teil. Bei seinem Ausschied 1945 bekleidete er den Dienstgrad eines Lieutenant Colonel. Nach seiner Rückkehr in die Vereinigten Staaten nahm er wieder seine Tätigkeit als Anwalt auf. Politisch gehörte er der Republikanischen Partei an.
Bei den Kongresswahlen des Jahres 1946 für den 80. Kongress wurde Javits im 21. Wahlbezirk von New York in das US-Repräsentantenhaus in Washington, D.C. gewählt, wo er am 4. Januar 1947 die Nachfolge von James H. Torrens antrat. Er wurde drei Mal in Folge wiedergewählt, trat allerdings vor dem Ende seiner letzten Amtsperiode am 31. Dezember 1954 von seinem Sitz im US-Repräsentantenhaus zurück. Zu jenem Zeitpunkt war er bereits für den 84. Kongress nominiert, zog aber seine Kandidatur zurück. Zwischen 1954 und 1957 war er Attorney General von New York.
Bei den Kongresswahlen des Jahres 1956 wurde er für New York in den US-Senat gewählt. Seine Amtszeit begann am 3. Januar 1957, allerdings konnte er seine Aufgaben erst ab dem 9. Januar 1957 wahrnehmen. Er wurde 1962, 1968 und 1974 wiedergewählt. Bei seiner erneuten Nominierung für den US-Senat 1980 erlitt er eine Niederlage. Daraufhin trat er 1980 erfolglos als Kandidat der Liberal Party für den US-Senat an und schied schließlich nach dem 3. Januar 1981 aus dem Kongress aus.
Danach praktizierte er wieder als Anwalt. Ferner arbeitete er als Lehrbeauftragter für Public Affairs an der Columbia University’s School of International Affairs. Daneben war er als Autor tätig. Am 23. Februar 1983 wurde ihm die Presidential Medal of Freedom verliehen. Er verstarb am 7. März 1986 in West Palm Beach. Sein Leichnam wurde dann auf dem Linden Hill Cemetery in Queens beigesetzt.
Ihm zu Ehren trägt der Wolkenkratzer mit der Adresse 26 Federal Plaza in Manhattan, ein Bürogebäude für Bundesbehörden, den Namen Jacob K. Javits Federal Building.